# Nothing Is Sound Tour
Nothing is Sound Tour — концертный тур в 2005 году альтернативной рок-группы Switchfoot с их новым диском Nothing is Sound. Тур стартовал 17 октября 2005 года в Вентуре (штат Калифорния) и закончился в Доме блюза в Сан-Диего 13 ноября этого же года. В тур были включены выступления ещё трёх групп: Eisley, Augustana и Reeve Oliver, хотя Augustana отыграли только несколько концертов. Тур состоял из 21 концерта по городам США.

## Программа концертов
Программа концертов состояла из 15-17 песен и выглядела примерно таким образом:
- Lonely Nation
- Ammunition
- More Than Fine
- Dare You to Move
- More Than Fine
- Bob Dylan’s These Times They Are A Changin'
- On Fire
- Easier Than Love
- This is Your Life
- Happy is a Yuppie Word
- Company Car
- Gone
- Politicians
- Twenty-Four
- The Shadow Proves the Sunshine
- Meant to Live

Игра на бис — группа покидает зал и возвращается спустя несколько минут с песнями:
- Stars
- We Are One Tonight

## Список мест концертов
- 17 октября 2005: Вентура (штат Калифорния) — Ventura Theatre
- 18 октября 2005: Сакраменто (штат Калифорния) — The Empire
- 19 октября 2005: Сан-Франциско (штат Калифорния) — Grand Ballroom
- 21 октября 2005: Портленд (штат Орегон) — Crystal Ballroom
- 22 октября 2005: Сиэтл (штат Вашингтон) — The Premier
- 24 октября 2005: Солт-Лейк-Сити (штат Юта) — Saltair Resort Pavilion
- 25 октября 2005: Денвер (штат Колорадо) — Ogden Theatre
- 27 октября 2005: Чикаго (штат Иллинойс) — Vic Theatre
- 28 октября 2005: Детройт (штат Мичиган) — Majestic Theatre
- 29 октября 2005: Кливленд (штат Огайо) — House of Blues
- 30 октября 2005: Филадельфия (штат Пенсильвания) — The Trocadero
- 2 ноября 2005: Бостон (штат Массачусетс) — The Roxy
- 3 ноября 2005: Нью-Йорк (штат Нью-Йорк) — Nokia Live
- 4 ноября 2005: Норфолк (штат Виргиния) — The Norva
- 5 ноября 2005: Атенс (штат Джорджия) — 40 Watt Club
- 7 ноября 2005: Стаффорд[англ.] (штат Техас) — Stafford Center
- 8 ноября 2005: Даллас (штат Техас) — Gypsy Tea Room
- 10 ноября 2005: Финикс (штат Аризона) — Marquee Theatre
- 11 ноября 2005: Лос-Анджелес (штат Калифорния) — Henry Fonda Theatre
- 12 ноября 2005: Сан-Диего (штат Калифорния) — House of Blues
- 13 ноября 2005: Сан-Диего (штат Калифорния) — House of Blues